# Muzeum Michaiła Kutuzowa w Bolesławcu
Muzeum Michaiła Kutuzowa w Bolesławcu – muzeum z siedzibą w Bolesławcu działające w latach 1945–1991. Placówka była prowadzona przez stacjonujące w mieście jednostki Armii Czerwonej, jej siedzibą był budynek przy ul. Kutuzowa 14, w którym w 1813 roku zmarł na tyfus rosyjski feldmarszałek Michaił Kutuzow.

## Historia
Do organizacji muzeum Rosjanie przystąpili po wkroczeniu do Bolesławca, w lutym 1945 roku. Jego głównym organizatorem był pułkownik Armii Czerwonej Aleksander Ipatow. W poszukiwaniu eksponatów zarekwirowano pamiątki po marszałku, znajdujące się w muzeum miejskim, księgarniach oraz prywatnych domach. W zbiorach muzeum znalazły się m.in. meble, obrazy, grafiki, ceramika oraz militaria (broń biała i palna, umundurowanie). Oprócz eksponatów związanych z Kutuzowem, w placówce urządzono wystawę poświęconą Pawłowi Zajcewowi – radzieckiemu młodszemu lejtnantowi, który własnym ciałem zasłonił otwór strzelniczy niemieckiego bunkra, pochowanemu na miejscowym cmentarzu. W latach 70. XX wieku Rosjanie dobudowali do budynku muzeum salę kinową, w której wyświetlano zarówno sowieckie produkcje fabularne, jak i filmy dla dzieci (m.in. „Wilk i Zając”).
Placówka została zlikwidowana w 1991 roku, a część jej zbiorów wywieziono do Rosji. W 2010 roku zostały one wystawione w ramach wystawy czasowej, zorganizowanej w Muzeum Artylerii, Wojsk Inżynieryjnych i Wojsk Łączności w Sankt Petersburgu. Część zbiorów (w tym militaria) zaginęła. Władze polskie nie miały możliwości przejęcia zgromadzonych eksponatów, gdyż de facto Muzeum Kutuzowa korzystało z przywileju eksterytorialności (jak placówki dyplomatyczne).
Budynek po muzeum został przejęty przez Muzeum Ceramiki w Bolesławcu, które urządziło w nim wystawę Działu Historii Miasta.